# مقتل نوبيا باراهونا
نوبيا دوكتر باراهونا فتاة أمريكية ولدت في 26 مارس 2000 تبلغ من العمر عشر سنوات، تعرضت للاعتداء والقتل في 11 فبراير 2011، تم العثور على جسدها في 14 فبراير 2011، ملفوفة في كيس القمامة البلاستيكية في سرير في شاحنة .

## روابط خارجية
- Palm Beach Post coverage of the case
- Nubia Docter على موقع فايند أغريف